# Etiyé Dimma Poulsen
Etiyé Dimma Poulsen (Etiòpia, 1968) és una escultora danesa coneguda pel seu treball en ceràmica.
Fins als sis anys, Poulsen va viure a Etiòpia i posteriorment es va traslladar a Tanzània i a Kenya amb els seus pares adoptius. Eren danesos i van traslladar la família a Dinamarca quan tenia catorze anys. Allà va estudiar Història de l'art a la universitat i va ensenyar art en diversos programes per a joves. Centrada inicialment en la pintura de paisatges amb oli sobre tela, el seu interès per crear art primitiu va fer que es traslladés a França amb 23 anys, on va començar a treballar amb fang. Actualment viu i treballa en un estudi a Anvers, Bèlgica.
La seva inspiració prové d'estàtues o estils tradicionals però amb els seus propis sentiments i records. "El que realment em sedueix són les diferents variacions de les característiques humanes", remarca Poulsen. "Com més simples i sòbries siguin les meves formes, més expressives semblen. Si mireu de prop les escultures, us sorprendrà que les expressions de les cares siguin generades simplement per una línia esquerdada que traça un ull o una arruga... Sembla que exactament a través de la corrosió i la fragmentació sorgeix el contrari (la vida)."
Poulsen és coneguda sobretot per la creació d'escultures de ceràmica filiformes. "La seva tècnica consisteix a aplicar una fina capa d'argila sobre una malla de ferro per produir, quan es dispara, figures" primitives "amb aspecte desgastat. Les esquerdes que es produeixen formen un ull o una arruga, contribuint a les expressions de les cares; les faccions fortes i delicades s'aconsegueixen simultàniament."
L'obra de Poulsen es troba a la col·lecció del Museu Nacional d'Art Africà de Washington, DC. Igualment, conserven obres d'Etiyé Dimma Poulman les col·leccions següents: Herbert F. Johnson Museum of Art (EUA), Hans Bogatzke Collection of Contemporary African Art (Alemanya), Smithsonian National Museum of African Art (Washington), Newark Museum (New Jersey), Hood Museum (Hanover (Nou Hampshire)) i La Piscine (Roubaix).

## Exposicions
Des de 1990 Poulsen va presentar exposicions individuals a Dinamarca, França, els EUA, Costa d'Ivori, Camerun i Suïssa. Després, a partir del 1992, va començar a fer espectacles col·lectius a Espanya, Palma, Bèlgica, Estats Units i França.
Exposicions individuals
- 2010: Galeria d'Haudrecy Knockke, Galeria Claudine, Legrand (París).
- 2009: Galeria Geneviève Godard (Lilla), Willem Elias Woluwe (Bèlgica), Galerie Strenger (Tòquio), Centre d'Art André Malraux (Colmar).
- 2008: Galeria Strenger (Tòquio), Galeria Joie Lassiter (Charlotte), Pappirfabrikken (Silkeborg), Parlament Europeu, Charteaux d'Hardelay (Les Herbiers), Museu Womanhood Hood (New Hampshire), Worldbank (Washington).
- 2007: UNESCO (París), Kolonienpaleis (Tervuren), Musée Maurice Denis (París), Galeria D'Haudrecy (Knokke Zoute, Bèlgica), Galeria Wertz (Atlanta), Galeria Claudine Legrand (París), Galeria Elfie Bohrer (Banstetten).
- 2006: Galeria Skoto (Nova York), Galeria Capazza, (Nançay), Centre Cultural Scharpoord (Knokke), Galeria dels Emibois (Suïssa).
- 2005: Galeria Claudine Legrand (París), Galeria Wertz (Atlanta), Galeria Knud Grothe (Charlottenlund, Dinamarca), Galeria Marc Van Meensel, Fira d'Art d'Holanda Den Haag, Galeria Hamlin (Honfleur), Galeria Claudine Legrand (París), Lineart Gent, Galeria 23 (Amsterdam).
- 2003: St'art 2003 (Estrasburg), Galeria Knud Grothe (Charlottenlund), Smithsonian Museum of African Art (Washington), Galeria dels Emibois (Suïssa), Galeria Hamelin (Honfleur), Galeria MAM (Douala), Galeria MOBA (Bèlgica).
- 2002: Aliance Française (Etiòpia), Galeria Claudine Legrand (París).
- 2001: Galeria MAM (Douala), St'art 2001 (Estrasburg), Galeria October (Londres), Château des Carmes (La Flèche).
- 2000: Biennale Dakar, Galeria Hamelin (Honfleur), Galeria Capazza (Nancy), Galeria Claudine Legrand (París).
- 1999: Galeria Geneviève Godar (Lilla), Galeria dels Emibois (Suïssa), Maison de la Céramique (Mulhouse).
- 1998: Arts Pluriels (Abidjan), Galeria MAM (Douala), Galeria Claudine Legrand (París).
- 1997: Galeria Bomani (San Francisco), Afrique en Création (Ministeri de Cooperació, Centre Wallonie, Brussel·les), Galeria Claudine Legrand (París).
- 1996: Centre Cultural (Meudon), Galeria Hamelin (Honfleur), Galeria Geneviève Godar (Lilla).
- 1994: Centre Cultural La Nacelle (Aubergenville).
- 1989: Industrial Espacial Dong (Copenhaguen).
- 2004: Museu de Cultura Mundial (Göteborg), Fira d'art Lille, Galeria Hamlin, Galeria Geneviève Godar (Lilla), Galeria Claudine Legrand (París), St'art 2004, Galeria Hamlin (Estrasburg).

Exposicions col·lectives
- 2010: Beddington Fine Art (Bargemon), exposició conjunta amb Christian Destieu del 21 d'agost al 16 d'octubre de 2010; escultura en grup a l'exposició Beddington Fine Art 10th Anniversary, Galeria Garden (Bargemon), del 26 de juny de 2010; Galeria Elfie Bohrer (Zurich).
- 2007: Terre Noire, Ousmane Sow et les tendances de la sculpture africaine d'aujourd'hui, Musée Départemental Maurice Denis (Saint-Germain-en-Laye).
- 2006: Les 4 Saisons, L'Hiver Inge Horup i Etiyé Dimma Poulsen, Beddington Fine Art (Bargemon).